# Agama weidholzi
Agama weidholzi е вид влечуго от семейство Agamidae. Видът е незастрашен от изчезване.

## Разпространение
Разпространен е в Гамбия, Гвинея, Гвинея-Бисау, Мали и Сенегал.

## Описание
Популацията на вида е стабилна.